# St-Pierre (Avignon)

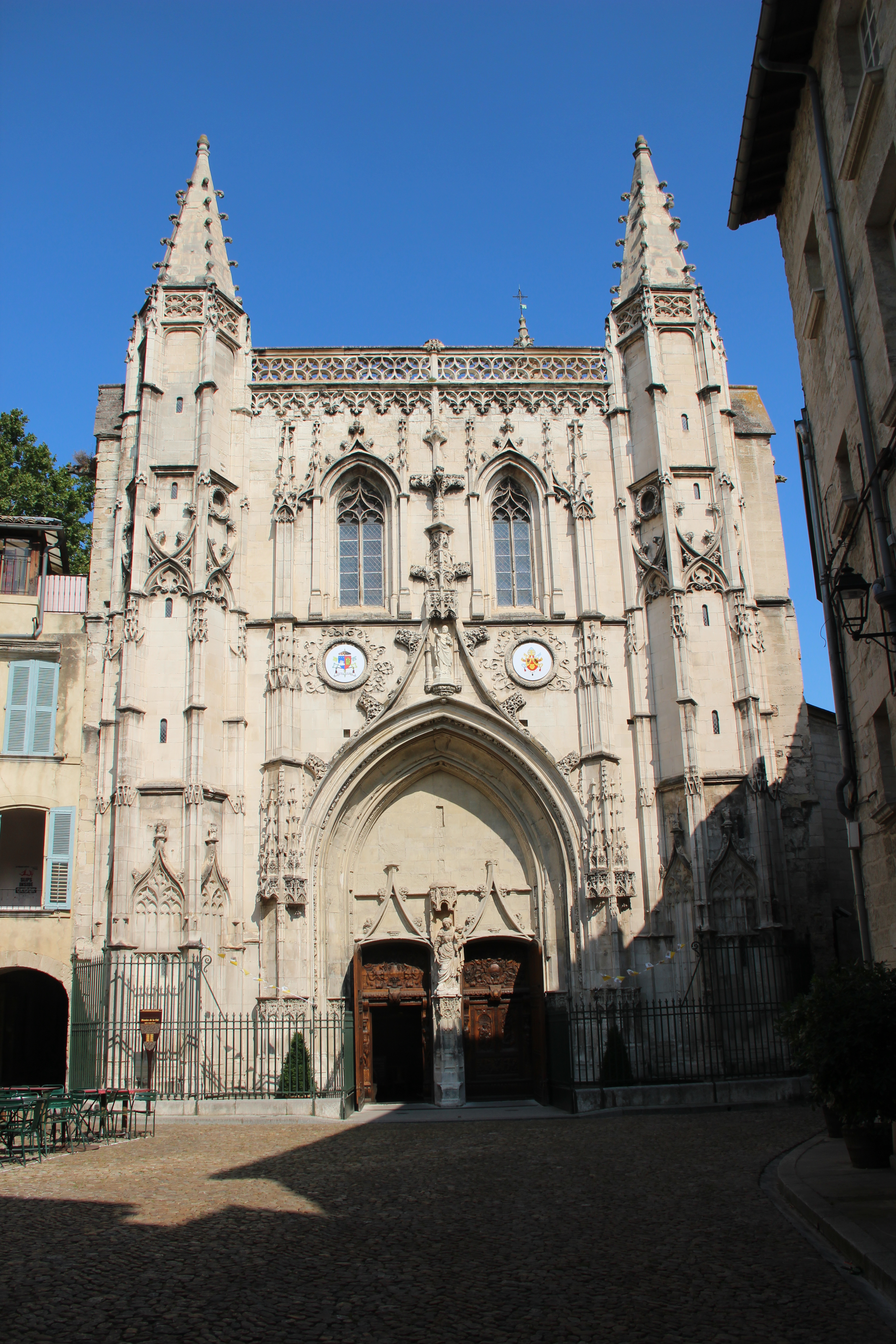
Fassade der Basilika St-Pierre

Die Basilika Saint-Pierre ist eine römisch-katholische Kirche in Avignon in der südfranzösischen Region Provence-Alpes-Côte d’Azur. Die ehemalige Stiftskirche des Erzbistums Avignon trägt den Titel einer Basilica minor und ist denkmalgeschützt. Die gotische Kirche wurde im 14. Jahrhundert an der Stelle eines früheren Baus aus dem 7. Jahrhundert errichtet.

## Geschichte
Der Überlieferung nach stand an der Stelle der heutigen Basilika ein erstes Gebäude, das im 7. Jahrhundert errichtet und dann von den Sarazenen zerstört wurde. Auf den Ruinen begann Folco II., Bischof von Avignon, im 10. Jahrhundert mit dem Bau, der vier Jahrhunderte später, im Jahr 1358 abgeschlossen wurde. Durch die Förderung von Kardinal Pierre des Prés wurden auch das Kanonikergebäude und ein Kreuzgang erbaut, der heute nicht mehr existiert. Papst Innozenz VI. erhob sie zu einer Stiftskirche. Im 15. Jahrhundert wurde das Kirchenschiff um zwei Joche erweitert und neue Kapellen wurden hinzugefügt. Der Kirchhof wurde 1486 angelegt und der Glockenturm 1495 errichtet. Mit der Ausgestaltung der Fassade wurde im Jahr 1512 begonnen.
Die Kirche wurde 1840 in das Register der historischen Denkmäler Frankreichs eingetragen. Am 4. Mai 2012 verlieh Papst Benedikt XVI. der Kirche den Titel einer Basilica minor.

## Architektur

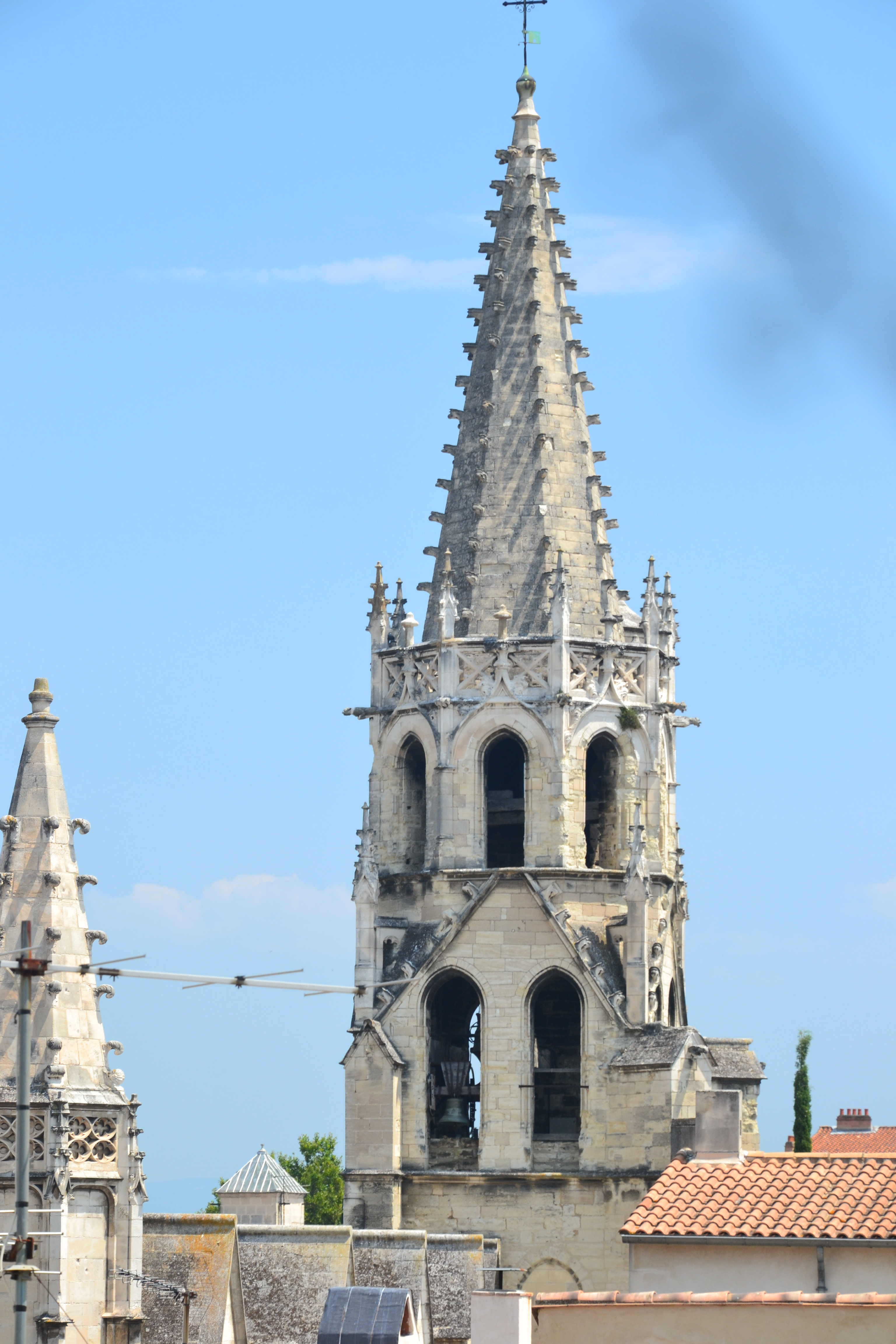
Glockenturm der Basilika Saint-Pierre

Der Glockenturm wurde von Jean-Baptiste Lécuyer entworfen und stammt aus dem Jahr 1495. Der Turm mit quadratischem Grundriss wurde im Avignoner Stil von einem achteckigen Aufsatz und einer Spitze gekrönt.
Die 1524 fertiggestellte Fassade der Kirche wurde von Nicolas Gasc und Perrin Souquet entworfen. Sie ist schlank und wird von zwei kleinen Türmen eingerahmt. Die monumentalen Türen aus massivem Nussbaumholz sind ein Werk von Antoine Volard und stammen aus dem Jahr 1551; sie werden durch eine Statue der Jungfrau mit Kind getrennt, die Jean Péru zugeschrieben wird. Die linke Tür zeigt den heiligen Hieronymus, dem ein Löwe zu Füßen liegt, und den Erzengel Michael mit dem Schwert in der Hand, der den Drachen tötet. Auf dem rechten Flügel ist die Verkündigung an Maria durch den Erzengel Gabriel dargestellt. An den Seiten der einzelnen Türen sind zwei Karyatiden eingemeißelt. Über jeder Tür befindet sich eine ebenfalls hölzerne Tafel mit Basreliefschnitzereien, die Arabesken und Chimärenfiguren zeigen. Darüber befindet sich eine Maske mit zwei Putten, die ein Füllhorn halten und Blumen und Früchte werfen.

## Ausstattung

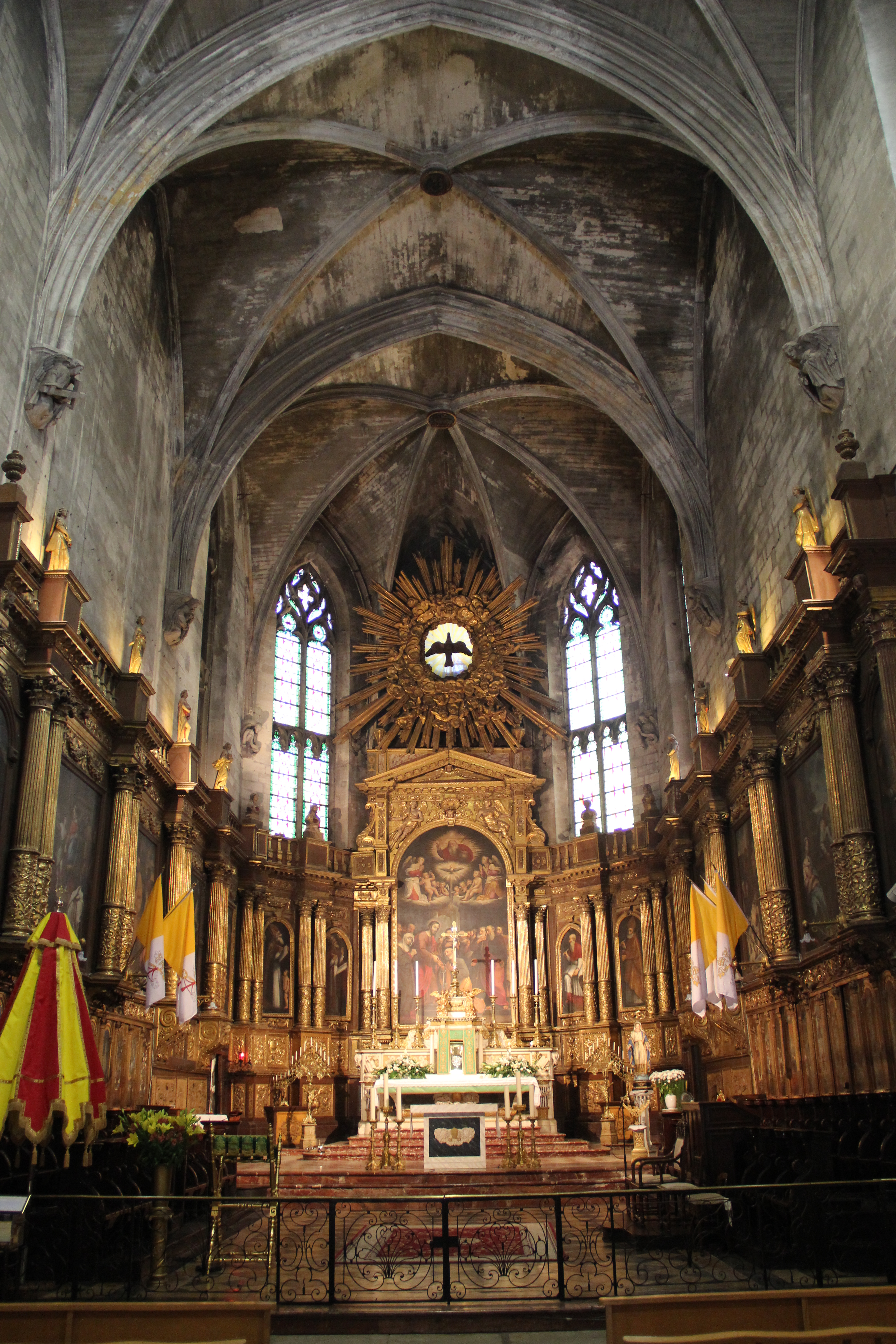
Innenraum der Kirche

Das Innere der Saalkirche hat eine klassische Struktur mit sechs Seitenkapellen und Taufbecken. Das 25,5 m lange, 9,6 m breite und 15 m hohe Kirchenschiff ist in vier Joche gegliedert und ein Spitzbogengewölbe mit Rippen, die nicht auf Pfeilern, sondern auf kapitellartigen Wandkonsolen ruhen. Hinter dem Hochaltar befindet sich ein vergoldeter hölzerner Altaraufsatz des jesuitischen Architekten Etienne Martelange aus dem Jahr 1617 mit einem großen Gemälde des Malers Guillaume Ernest Grève, das Christus bei der Übergabe der Kirchenschlüssel an Petrus zeigt. Auf dem Altaraufsatz befindet sich in einer glanzvoll vergoldeten Holzkrone eine stilisierte dunkle Taube auf weißem Grund. Im Chor, der 17,5 Meter lang ist, wird das fein gearbeitete hölzerne Chorgestühl von in das Holzwerk eingefassten Gemälden mit floralen Motiven gekrönt. Über dieser Anordnung befinden sich große Gemälde, die Szenen aus dem Evangelium darstellen.

### Kunstwerke
Die Kirche beherbergt einige bemerkenswerte Kunstwerke:
- Die heilige Barbara und die heilige Margareta beten das Heilige Sakrament an, von Nicolas Mignard (1652)
- Die Heilige Familie mit dem Stieglitz, von Nicolas Mignard (1641)
- Anbetung der Hirten und die Unbefleckte Empfängnis von Simon de Châlons (um 1550)
- Vergoldete Holzarbeiten im Chor (1670) nach einer Zeichnung von François de la Valfenière
- Retabel von Perrinet Parpaille (1526)
- Vergoldeter Holzaltar aus dem 18. Jahrhundert
- Die Grablegung der Familie Galliens (1431)
- Die Übergabe der Schlüssel an Petrus, Die vier Kirchenlehrer, von Guillaume Grève (1634)
- Der heilige Petrus geht auf dem Wasser, Pierre Duplan, 1589
- Die Heilige Familie, die Heilige Agatha und die Heilige Margarete von Guillaume-Ernest Grève (1614 ?)

Ein ehemaliger Hochaltar der Stiftskirche aus dem 17. Jahrhundert befindet sich heute in der Kirche Notre-Dame-de-Bon-Repos de Montfavet.

### Orgel

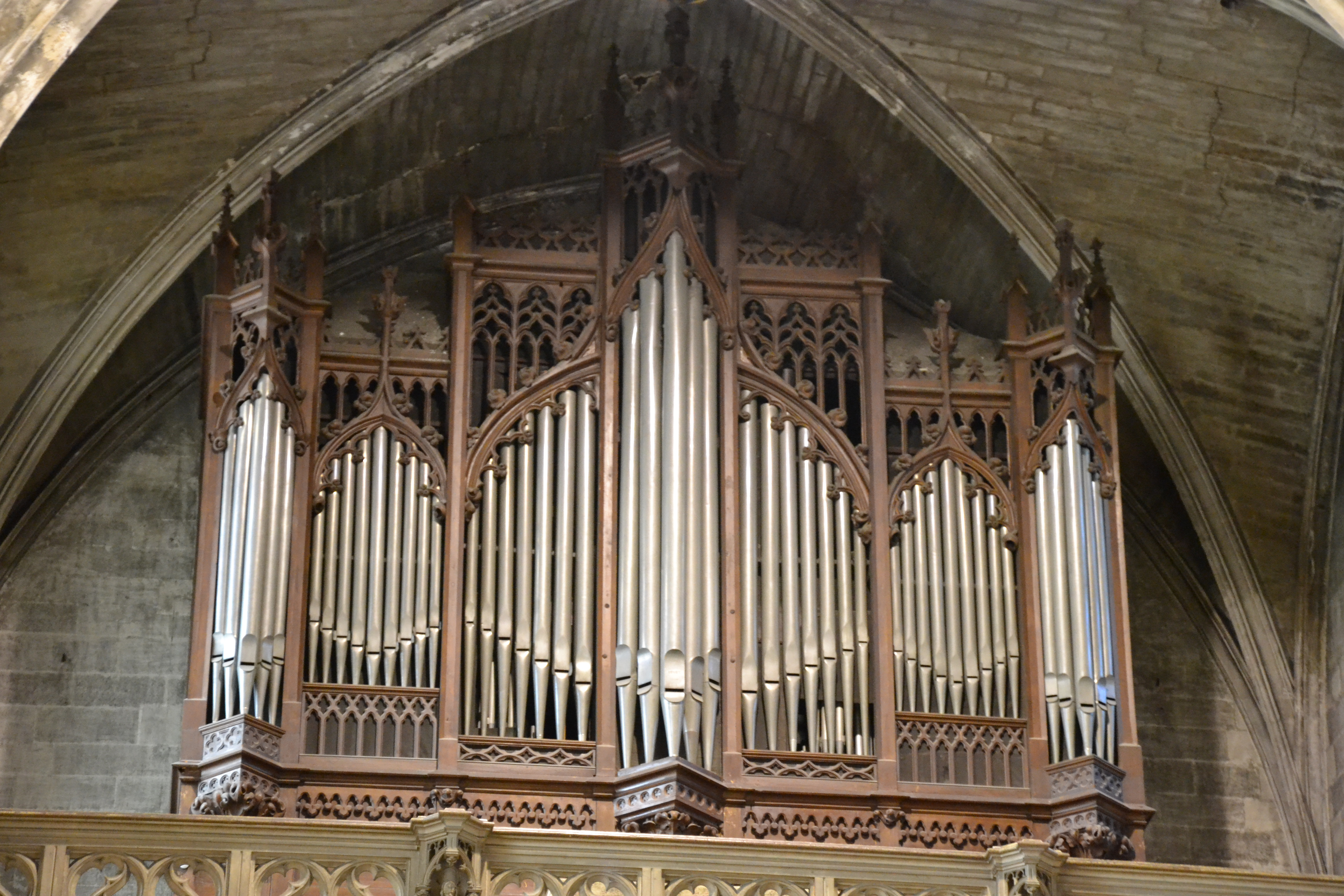
Orgel der St.-Pierre-Kirche

Die erste Erwähnung einer Orgel in der Kirche datiert aus dem Jahr 1515. Sie wurde während der Französischen Revolution zerstört. 1819 wurde der Mailänder Orgelbauer Ludovica Piantanida mit dem Bau einer neuen Orgel beauftragt. 1862 vergrößerte Théodore Puget die Orgel auf 25 Register und Pedal. 1892 und 1925 wurde die Orgel restauriert und erweitert, sie verfügt heute über 37 Register. 2005 wurde die Orgel als Monument historique anerkannt. Derzeit (Juni 2024) wird eine grundlegende Restaurierung der Orgel vorbereitet.